# Raketwerper

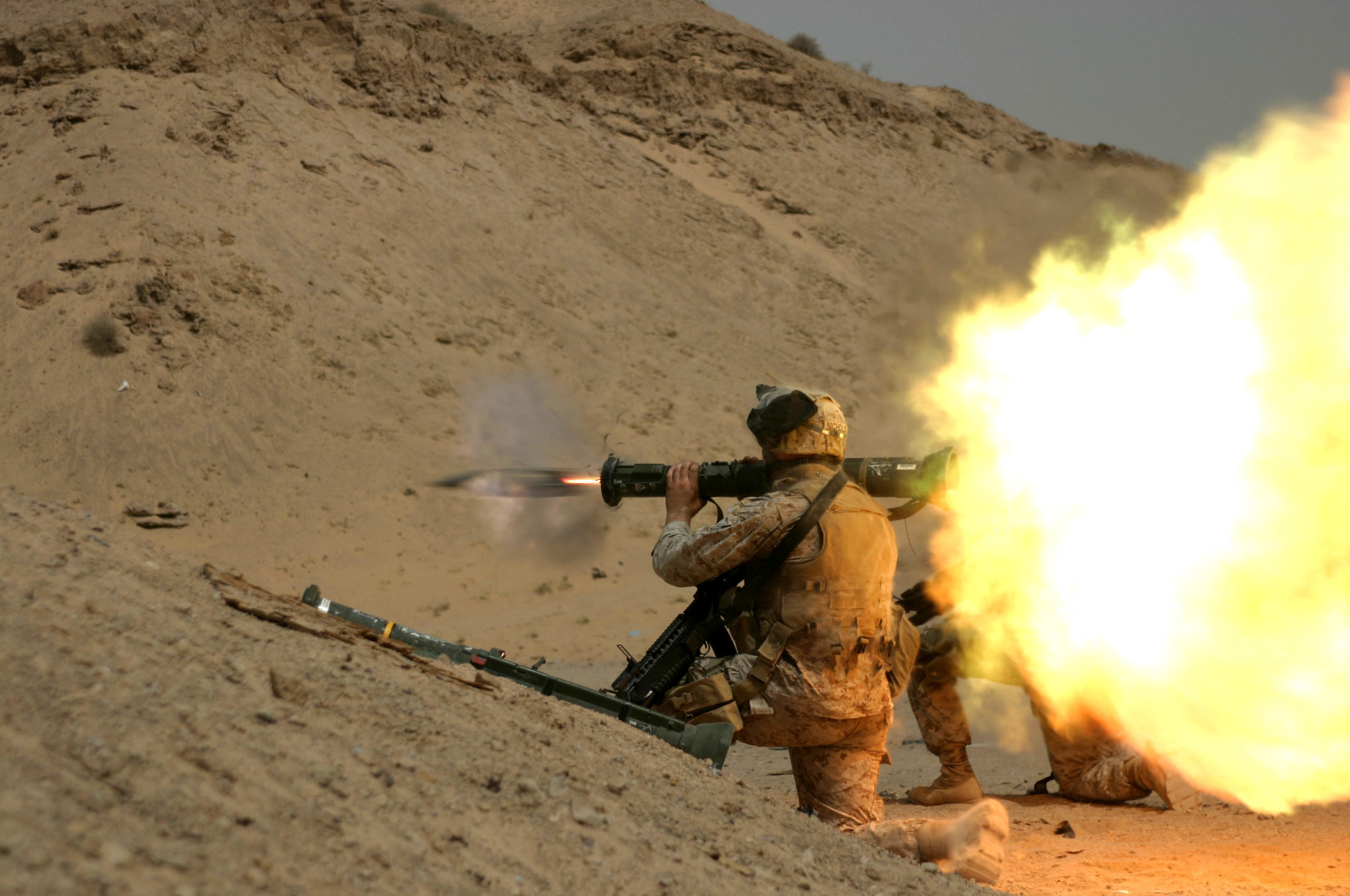
Een Amerikaanse militair vuurt een AT-4 af op een oude tank. De AT-4 is een licht wapen dat door bepantsering heen dringt. Training bij Camp Bucca, Irak, 18 juli 2005.

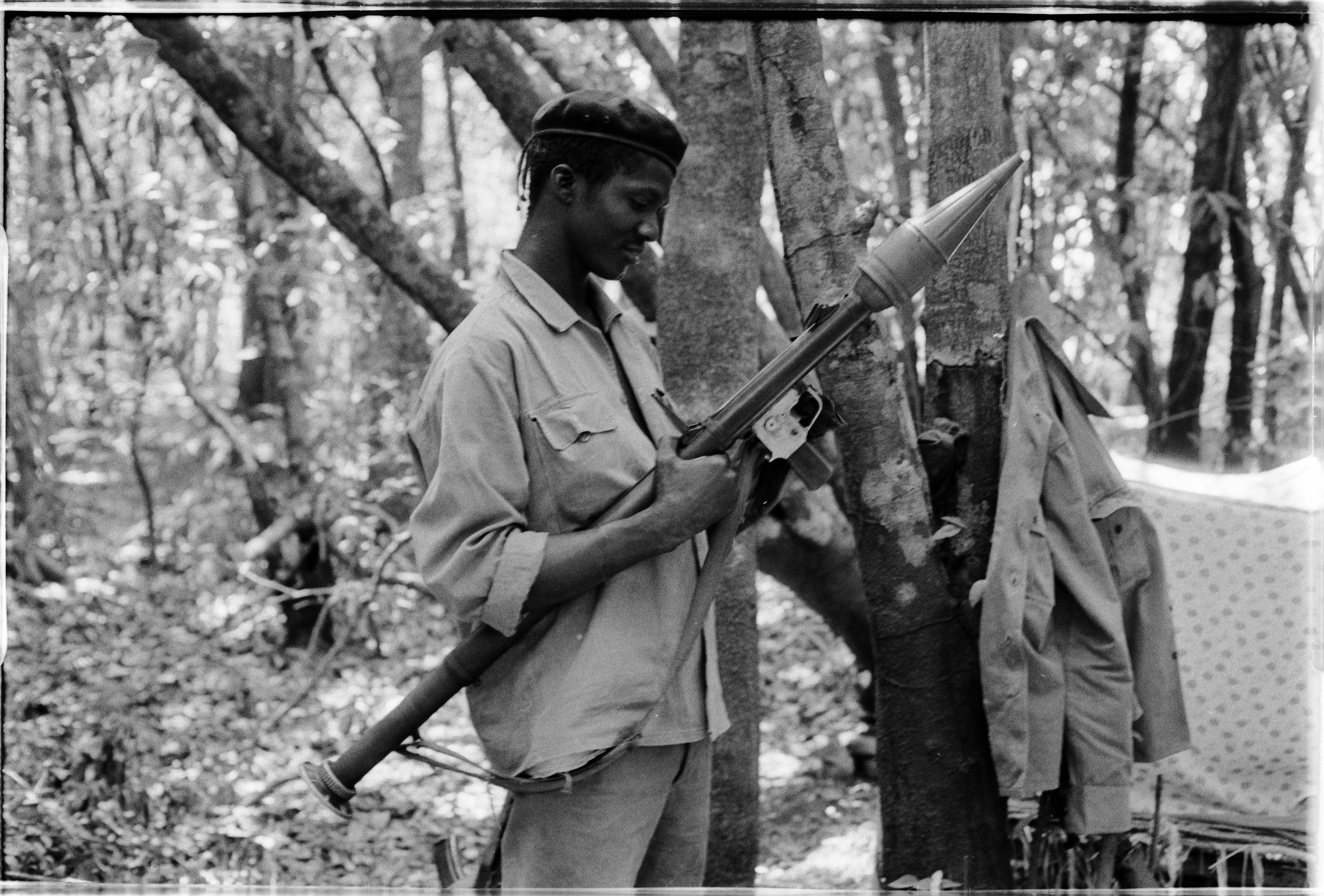
Raketwerper in de strijd van de PAIGC tegen Portugal, Guinee-Bissau 1974.

Een raketwerper is een wapen waarmee aangedreven projectielen gelanceerd kunnen worden. Systemen die functioneren als een mobiele lanceerinrichting van niet aangedreven explosieve projectielen worden afgeschoten worden granaatwerper genoemd. Het begrip "raketwerper" beperkt zich tot die constructies waarbij een explosief dat over eigen voortstuwing beschikt uit een buis afgeschoten wordt. Gezien de eigen voortstuwing is "werpen" eigenlijk niet van toepassing.

## Typen
Omdat een raket pas buiten de buis sterk versnelt, hoeft hij geen terugslag uit te oefenen op de werper, zodat deze van een zeer lichte en goedkope constructie kan zijn. De lichtste van deze categorie wapens worden manpads genoemd. De afgevuurde projectielen worden veelal aangeduid als Rocket Propelled Grenades, RPGs, een backroniem van het Russisch Ручной Противотанковый Гранатомёт (РПГ of RPG). 
De lichtste varianten worden vanaf de schouder afgevuurd, maar er worden ook vaak statieven gebruikt. Een bekend voorbeeld hiervan is de bazooka, een antitankwapen. Zo'n draagbaar systeem kan ook luchtafweerraketten afvuren, zoals de Amerikaanse Stinger of de Russische 9K34 Strela-3
Maar andere raketlanceerinrichtingen zijn heel zwaar, zoals de meervoudige raketlanceerinrichtingen voor Katjoesjas, die gebruikt worden als raketartillerie.